# استنلی وبر
استنلی وبر (فرانسوی: Stanley Weber‎؛ زادهٔ ۱۳ ژوئیهٔ ۱۹۸۶) بازیگر و کارگردان نمایش فرانسوی است. او بیشتر برای ایفای نقش خوآن بورجیا در مجموعۀ تلویزیونی بورجیا و بازی در فیلم‌های ترزا دیکیرو (۲۰۱۲) و ویولت (۲۰۱۳) شناخته شده‌است.

## فیلم‌شناسی
| سال       | عنوان               | نقش                         | توضیحات                           |
| --------- | ------------------- | --------------------------- | --------------------------------- |
| ۲۰۱۰      | پوآروی آگاتا کریستی | کنت اندرنی                  | قسمت: «قتل در قطار سریع‌السیر شرق» |
| ۲۰۱۴–۲۰۱۱ | بورجیا              | خوان بورجا / فرانسیس بورجیا | ۱۴ قسمت                           |
| ۲۰۱۲      | ترزا دیکیرو         | جین آزوادو                  |                                   |
| ۲۰۱۲      | تاج توخالی          | دوک اورلئان                 | قسمت: «هنری پنجم»                 |
| ۲۰۱۳      | پایان ناخوشایند     | تام دووال                   |                                   |
| ۲۰۱۳      | ویولت               | میسون                       |                                   |
| ۲۰۱۶      | پائولا              | ژرژ                         |                                   |
| ۲۰۱۶      | غریبه               | کنت سن-ژرمن                 | ۶ قسمت                            |
| ۲۰۱۷      | زیارت               | جرالدوس                     |                                   |
| ۲۰۱۸      | بریتانیا            | لیندون                      | ۱۰ قسمت                           |